# Poesie di Svendborg
Le Poesie di Svendborg (in tedesco Svendborger Gedichte) sono una raccolta di poesie del poeta e drammaturgo tedesco Bertolt Brecht. La raccolta prende il nome dalla località di Svendborg nell'isola di Fyn, luogo di permanenza di Brecht durante il suo esilio in Danimarca. Nel corso di questo periodo soggiornò più volte in questo luogo anche Hanns Eisler, il quale musicò una grossa parte delle poesie assieme a lui.

## Origine
La prima grande raccolta di poesie che Brecht scrisse fu Canzoni, poesie, cori (Lieder, Gedichte, Chöre) a cui seguirono le Poesie di Svendborg nel 1937. Dopo questa uscirono altre edizioni così come singole poesie; il periodo di creazione iniziale di questa raccolta può quindi essere compreso fra il 1926 ed il 1938.
Il titolo inizialmente pensato era Poesie in esilio (Gedichte im Exil); Brecht insistette con il suo editore Wieland Herzfelde, dopo la grande attenzione di pubblico che la sua rappresentazione parigina di Terrore e miseria del Terzo Reich conobbe nel maggio 1938, per pubblicare i due lavori assieme. Egli scrisse in quello stesso mese: "..mi puoi procurare ora una posizione determinante, quale finora io non ho avuto nella letteratura della migrazione. Allo stesso tempo hai la possibilità di dare alla casa editrice Malik una posizione dominante."

## Contenuti
La raccolta è suddivisa in sei sezioni (tra parentesi quadre i titoli fittizi delle sezioni) e contiene le seguenti poesie:

### I Deutsche Kriegsfibel
Bei den Hochgestellten; Das Brot der Hungernden ist aufgegessen; Der Anstreicher spricht von kommenden großen Zeiten; Im Kalender ist der Tag noch nicht verzeichnet; Die Arbeiter schreien nach Brot; Die das Fleisch wegnehmen vom Tisch; Die Oberen sagen: Frieden und Krieg; Wenn der Anstreicher durch die Lautsprecher über den Frieden redet; Wenn die Oberen vom Frieden reden; Die Oberen; Mann mit der zerschlissenen Jacke; Auf der Mauer stand mit Kreide; Die Oberen sagen; Der Krieg, der kommen wird; Die Oberen sagen, im Heer; Wenn es zum Marschieren kommt, wissen viele nicht; General, dein Tank ist ein starker Wagen; Wenn der Krieg beginnt; Der Anstreicher wird sagen, daß irgendwo Länder erobert sind; Wenn der Trommler seinen Krieg beginnt.

### II [Motto:„In den finsteren Zeiten…“]
Deutsches Lied; Ballade von der Judenhure Marie Sanders; Ballade von den Osseger Witwen; Lied der Starenschwärme; Ulm 1592; Vom Kind, das sich nicht waschen wollte; Kleines Bettellied; Der Pflaumenbaum; Mein Bruder war ein Flieger; Der Gottseibeiuns; Keiner oder alle; Lied gegen den Krieg; Einheitsfrontlied; Resolution

### IIIChroniken
Fragen eines lesenden Arbeiters; Legende von der Entstehung des Buches Taoteking auf dem Weg des Laotse in die Emigration; Besuch bei den verbannten Dichtern; Gleichnis des Budda vom brennenden Haus; Die Teppichweber von Kujan-Bulak ehren Lenin; Die unbesiegliche Inschrift; Kohlen für Mike; Abbau des Schiffes Oskawa..; Inbesitznahme der großen Metro..; Schnelligkeit des sozialistischen Aufbaus; Der große Mai

### IV
An den Schwankenden; An die Gleichgeschalteten; Auf den Tod eines Kämpfers für den Frieden; Rat an die bildenden Künstler..; Ansprache des Bauern an seinen Ochsen; Bei der Geburt eines Sohnes; Rede eines Arbeiters an einen Arzt; Appell; Verhöhnung des Soldaten der Revolution; Kantate zu Lenins Todestag; Lob des Revolutionärs; Grabschrift für Gorki

### V Deutsche Satiren
Die Bücherverbrennung; Traum von einer großen Miesmacherin; Der Dienstzug; Schwierigkeit des Regierens; Notwendigkeit der Propaganda; Die Verbesserungen des Regimes; Die Ängste des Regimes; Kanonen nötiger als Butter; Die Jugend und das Dritte Reich; Der Krieg soll gut vorbereitet sein; Die Liebe zum Führer; Was der Führer nicht weiß; Wörter, die der Führer nicht hören kann; Die Sorgen des Kanzlers; Trost vom Kanzler; Der Jude, ein Unglück für das Volk; Die Regierung als Künstler; Dauer des Dritten Reiches; Verbot der Theaterkritik

### VI [Motto:„Du der du sitzend im Buge des Bootes…“]
Über die Bezeichnung Emigranten; Gedanken über die Dauer des Exils; Zufluchtstätte; Und in eurem Land?; Verjagt mit gutem Grund; An die Nachgeborenen